# Serben-Quadrille
Serben-Quadrille, op. 14, är en kadrilj av Johann Strauss den yngre. Den spelades första gången den 28 januari 1846 i Grazien-Sälen i Wien.

## Historia
Serben-Quadrille tillägnade Strauss den serbiske fursten Mihajlo Obrenović III (1823-68), yngste son till furste Miloš Obrenović I (1780-1860). Efter faderns abdikation och brodern Milans död 1839 besteg han Serbiens tron. I augusti 1842 tvingades både Miloš och fadern att gå i exil och Alexander Karađorđević valdes till ny regent (se Alexander-Quadrille, op. 33). Miloš och Mihajlo bosatte sig i Wien där fadern gjorde många försök att samla så många anhängare som möjligt för att kunna återta makten i Serbien. (1858 störtades Karađorđević och Miloš Obrenović återinsattes som härskare. Vid dennes död efterträddes han Mihajlo som regerade en andra gång från 1860 fram till hans mördades i juni 1868.) 
Ett av de medel som den förmögne fursten Miloš försökte förbättra sina chanser att återvända till Serbien var att anordna baler för den slaviska grupp av människor som levde i Wien. Enligt en notis i tidningen Berlinische Nachrichten den 16 februari 1846: "Den 28 januari hölls en serbisk bal i salongerna i Zum goldenen Birne. På uppmaning av furste Miloš, som var närvarande vid festen för sina landsmän, hade den unge Strauss komponerat en så kallad 'Serbisk' vals [sic!], som han tillägnade sammankomsten...". Tidningen Der Humorist (14.02.1846) betecknade den nya kompositionen som en Quadrille nach serbischen Liedern (Kadrilj över serbiska sånger), medan Die Gegenwart (3.02.1846) kallade verket för en Quadrille nach serbischen Nazional Melodien (Kadrilj över serbiska nationalmelodier). Die Gegenwart fortsatte med orden: "Strauss kadrilj mottogs med enorma applåder (och det är ingen överdrift!). Allmän munterhet rådde och ingen lämnade rummet utan att ha blivit till fullo tillfredsställd". Furste Mihajlo inte bara accepterade dedikationen utan beställde 4000  kopior av den tryckta upplagan (förlagd den 20 april 1846) från förläggaren Pietro Mechetti, att skicka till sina undersåtar i Serbien (Illustrirte Theaterzeitung, 15.01.1846). 
Nära ett halvt århundrade senare i ett brev till Gustav Davis (librettisten till Strauss operett Jabuka (1894)), mindes Johann Strauss att han i ungdomen hade en speciell förkärlek för serbisk musik och nämnde Serben-Quadrille som exempel (se Slaven-Potpourri op. 39). Det första offentliga framförandet av Serben-Quadrille skedde den 2 februari 1846, åter igen i Grazien-Säle vid en "Grand Festival Ball" där Strauss dirigerade. 
Der Wanderer (7.02.1846) skrev om händelsen: "Bland festens musiknummer märktes särskilt Strauss den yngres 'Serben-Quadrille'. Detta stycke har kommit att uppnå en form av berömmelse på grund av dess stormande mottagande vid Serbbalen. Även med denna stora publik var det en bedårande succé, och denna senaste komposition av den unge maestron förtjänades att applåderas in i varje enskild detalj och fick tas om tre gånger. Instrumentering och teman kan beskrivas såsom excellenta och kadriljen som en av de mest framgångsrika som erbjudas kan". Grazien-Säle var ytterligare en gång skådeplats när Strauss framförde Serben-Quadrille vid en Slavbal den 10 februari 1846 då han också framförde Zora-Polka (op. 17) av den tjeckiske kompositören Wilhelm Čestimír Gutmannsthál. Båda verken fick tas om flera gånger. 
Med tiden försvann kadriljen från konsertrepertoaren och orkesterversionen försvann. Det är troligt att furste Mihajlo endast hade kunnat beställa och fördela klaverutdraget av kadriljen, då förläggaren Mechetti inte verkar ha tryckt någon orkesterupplaga. Den utgivna versionen på CD är en instrumentering gjord av professor Ludwig Babinski utifrån klaverutdraget.

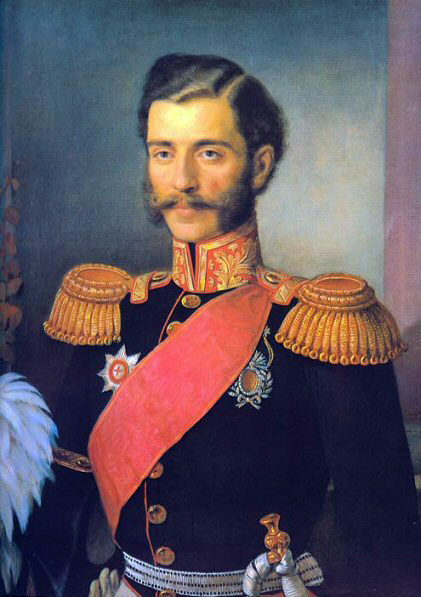
Mihajlo Obrenović III
Miloš Obrenović

## Om kadriljen
Kadriljen innehåller alla de sex delar, eller figurer, som vanligtvis ingick i den wienska varianten av denna mycket populära 1800-talsdans. Delarna är: Nr. 1 "Pantalon"; Nr. 2 "Été"; Nr. 3 "Poule"; Nr. 4 "Trénis"; Nr. 5 "Pastourelle"; Nr. 6 "Finale". Av särskilt intresse är det första temat i fjärde delen 'Trénis' som praktiskt taget är identisk med andra temat i triodelen av Strauss Serbischer Marsch, publicerad utan opusnummer av H.F. Müller i februari 1847. Melodin är hämtad från en slavisk folksång, "Tamburica sitnim glasom udarasě". En variation av denna melodi kan höras i finalen till akt I (nr. 7) av Carl Millöckers operett Tiggarstudenten (1882): Lauras sång: "Doch wenn's im Lied hinaus dann klinget, la la la la". Det andra temat i 'Trénis' kan härledas till Strauss musikaliska skissbok från perioden augusti 1843 till slutet av 1851. Det första och andra temat av (nr. 1) 'Pantalon' består av serbiska folkmelodier och ytterligare exempel finns i delarna (nr. 5) 'Pastourelle' samt (nr. 6) 'Finale'. 
Speltiden är ca 5 minuter och 50 sekunder plus minus några sekunder beroende på dirigentens musikaliska tolkning.